# Carlos Palau
Carlos Palau (ur. 4 marca 1959 roku w Ripoli) – hiszpański kierowca wyścigowy.

## Kariera
Palau rozpoczął karierę w wyścigach samochodowych w 1991 roku od startów w Spanish Touring Car Championship. Z dorobkiem 68 punktów uplasował się na piątej pozycji w klasyfikacji generalnej. Rok później w tej samej serii był wicemistrzem. W późniejszych latach Hiszpan pojawiał się także w stawce 24-godzinnego wyścigu Le Mans, FIA Touring Car World Cup, FIA GT Championship oraz Spanish GT Championship.